# Haruki Fukushima
Haruki Fukushima (福島 春樹 Fukushima Haruki?, nacido el 8 de abril de 1993 en Aichi) es un exfutbolista japonés que se desempeñó como guardameta.

## Trayectoria

### Clubes
| Club                       | País  | Año         |
| -------------------------- | ----- | ----------- |
| Urawa Reds                 | Japón | 2016 - 2022 |
| Gainare Tottori (cedido)   | Japón | 2016 - 2017 |
| Kyoto Sanga F. C. (cedido) | Japón | 2021 - 2022 |

## Estadística de carrera

### J. League
| Club            | Año   | J. League | J. League | Copa J. League | Copa J. League | Total | Total |
| Club            | Año   | Part.     | Goles     | Part.          | Goles          | Part. | Goles |
| --------------- | ----- | --------- | --------- | -------------- | -------------- | ----- | ----- |
| Urawa Reds      | 2016  | 0         | 0         | 0              | 0              | 0     | 0     |
| Gainare Tottori | 2016  | 14        | 0         | -              | -              | 14    | 0     |
| Urawa Reds      | 2017  | 0         | 0         | 0              | 0              | 0     | 0     |
| Total           | Total | 14        | 0         | 0              | 0              | 14    | 0     |

## Palmarés

### Títulos nacionales
| Título             | Club               | País  | Año  |
| ------------------ | ------------------ | ----- | ---- |
| Copa del Emperador | Urawa Red Diamonds | Japón | 2018 |

### Títulos internacionales
| Título                      | Club (*)           | Sede    | Año  |
| --------------------------- | ------------------ | ------- | ---- |
| Copa Suruga Bank            | Urawa Red Diamonds | Saitama | 2017 |
| Liga de Campeones de la AFC | Urawa Red Diamonds | Saitama | 2017 |

(*) Incluyendo la selección